# Эдуард (король Шотландии)
Эдуард Баллиол (англ. Edward Balliol; ок. 1283 — 1364) — король Шотландии в 1332—1336 годах. Его претензии на престол спровоцировали английские вторжения и возобновление войны за независимость Шотландии.
Эдуард Баллиол был старшим сыном короля Шотландии Иоанна I Баллиола и Изабеллы де Варенн. После свержения Иоанна I в 1296 году его семья переселилась во Францию.

## Вторжение в Шотландию и коронация
В результате смерти короля Роберта I Брюса в 1329 году, а затем и его соратников Джеймса Дугласа и Томаса Рэндольфа, регента Шотландии в период малолетства короля Давида II, государственная власть в стране оказалась резко ослабленной. Этим воспользовались шотландские эмигранты в Англии, изгнанные из страны в период войны за независимость, и их потомки. Во главе этой группы «лишённых наследства» встал Эдуард Баллиол, претендент на корону Шотландии, и Генрих Бомон, наследник владений Коминов. Стремясь заручиться поддержкой Англии, Эдуард Баллиол принёс оммаж английскому королю Эдуарду III Плантагенету.
В 1332 году Эдуард Баллиол с небольшим (не более 1,5 тысяч человек) отрядом «лишённых наследства» высадился в Шотландии и разбил королевскую армию в битве при Дапплин-Муре. Часть шотландских баронов перешла на сторону Баллиола, и 24 сентября 1332 года он был коронован в Скуне королём Шотландии. Однако вскоре отряды сторонников Давида II во главе с Арчибальдом Дугласом вытеснили Баллиола из страны. В ответ Эдуард обратился за помощью к английскому королю, пообещав за помощь значительные территориальные уступки. В марте 1333 года английская армия вторглась на территорию Шотландии и осадила Берик-апон-Туид. Пришедшие на помощь осаждённому городу войска Арчибальда Дугласа были наголову разбиты королём Эдуардом III в битве при Халидон-Хилле 19 июля 1333 года Давид II эмигрировал во Францию. Власть в Шотландии перешла к Эдуарду Баллиолу.

## Правление Эдуарда Баллиола в Шотландии
Недолгое правление Эдуарда Баллиола в Шотландии ознаменовалось реституцией земельных владений в пользу «лишённых наследства»: Генрих Бомон получил графства Морей и Бухан, Давид Стратбоги — графство Атолл, и т. п. В 1334 году значительные территории на юге (Берик-апон-Туид, остров Мэн и весь Лотиан с Эдинбургом) были уступлены Англии. Шотландия вновь признала сюзеренитет английского короля.
Однако, уже к концу 1334 года Эдуард Баллиол вновь был вынужден бежать в Англию в результате наступления сторонников Давида II. Новый поход английской армии Эдуарда III в 1335 году позволил Баллиолу вернуться на престол. Но сопротивление патриотической партии сломлено не было. Одновременно резко обострились англо-французские отношения, что не позволило Эдуарду III закрепить английскую власть над страной. Поражение Давида Стратбоги, командующего силами Баллиола в северной Шотландии, в Колблинском лесу в 1335 году обозначило перелом в войне. Шотландские отряды, избегая генеральных сражений, вели партизанскую борьбу с англичанами, сводя на нет завоевания Эдуарда III. В 1336 году Эдуард Баллиол был окончательно изгнан из Шотландии.

## Эмиграция и отречение
В 1340-х годах Баллиол на службе у Эдуарда III отвечал за организацию обороны Северной Англии. Воспользовавшись пленением короля Давида II в битве при Невиллс-Кроссе в 1346 году, Эдуард Баллиол предпринял последнюю попытку возвратить себе шотландский престол и организовал экспедицию в Шотландию. Однако никакой поддержки у шотландских баронов он не нашёл и вынужден был вернуться в Англию. Оставшись без сторонников и средств Эдуард Баллиол 20 января 1356 года отрёкся от своих прав на корону Шотландии в пользу короля Англии Эдуарда III в обмен на пожизненную денежную пенсию.
Эдуард Баллиол никогда не был женат и детей не имел.

### Первичные
- Ashley, W. J. (ed.). Edward III and His Wars, 1327–1360 (неопр.). — London: D. Nutt, 1887.
- Bain, Joseph (ed.). Calendar of Documents Relating to Scotland (англ.). — 4 vols.. — Edinburgh: H.M. General Register House, 1881–88.
- Bower, Walter. Scotichronicon: In Latin and English (неопр.). — 9 vols.. — Aberdeen: Aberdeen University Press[англ.], 1987–98.
- Capgrave, John. The Book of the Illustrious Henries (неопр.). — London: Longman, Brown, Green, Longmans, & Roberts, 1858.
- Galbraith, V. H. (ed.). The Anonimalle Chronicle, 1333 to 1381 (неопр.). — Manchester: Manchester University Press, 1970. — ISBN 0-389-03979-9.
- Gray, Thomas. Scalacronica: The Reigns of Edward I, Edward II and Edward III (англ.). — Glasgow: J. Maclehose, 1907.
- Skene, William F. (ed.)[англ.]. John of Fordun's Chronicle of the Scottish Nation (англ.). — Edinburgh: Edmonston and Douglas, 1872.
- Wilson, James. The Chronicle of Lanercost, 1272–1346 (англ.). — Cribyn, Wales: Llanerch Press, 2001. — ISBN 1-86143-109-0.

### Вторичные
- Balfour-Melville, E. M. W. Edward III and David II (неопр.). — London: G. Philip, 1954.
- Beam, Amanda. The Balliol Dynasty, 1210–1364 (неопр.). — Edinburgh: John Donald, 2008.
- Campbell, James. England, Scotland and the Hundred Years War in the fourteenth century // Europe in the Late Middle Ages (неопр.) / in J. R. Hale, J. R. L. Highfield, and B. Smalley[англ.] (eds.). — London: Faber and Faber, 1965.
- Dalrymple, David[англ.]. Annals of Scotland: From the Accession of Malcolm III Surnamed Canmore to the Accession of Robert I (англ.). — London: John Murray, 1776–79.
- Nicholson, Ranald. Edward III and the Scots: The Formative Years of a Military Career, 1327–1335 (англ.). — London: Oxford University Press, 1965.
- Paterson, R. C. Edward Balliol, in Military History, April, 2003.
- Ramsay, J. H., Edward Balliol’s Scottish Campaign in 1347, in English Historical Review, vol. 25 1910.
- Ramsay, James H. Genesis of Lancaster; or, The Three Reigns of Edward II, Edward III and Richard II, 1307–1399 (англ.). — Oxford: Oxford University Press, 1913.
- Reid, R. C., Edward de Balliol, in Transactions of the Dumfriesshire and Galloway Antiquarian and Natural History Society, vol. 35 1956-7.
- Summerson, Henry; Trueman, Michael; Harrison, Stuart (1998), Brougham Castle, Cumbria, Cumberland and Westmorland Antiquarian and Archaeological Society Research Series (8), Cumberland and Westmorland Antiquarian and Archaeological Society, ISBN 1-873124-25-2
- Webster, B., Scotland without a King, 1329—1341, in Medieval Scotland, Crown, Lordship and Community, ed A. Grant and K. J. Stringer, 1993.
- Webster, Bruce. Balliol, Edward. Oxford Dictionary of National Biography. Oxford University Press. Дата обращения: 15 апреля 2013.